# Einar Pihl
Einar Pihl, född 16 november 1926 i Stockholm, död 21 maj 2009 i Katrineholm, var en svensk kanotist.
Han tog bland annat VM-guld i K-1 200 meter i samband med sprintvärldsmästerskapen i kanotsport 1954 i Mâcon.
Pihl är Stor grabb nummer 33 på Svenska Kanotförbundets lista över mottagare för utmärkelsen Stor kanotist.